# Bayungu jezik
Bayungu jezik (ISO 639-3: bxj; baiong, baiung, bajungu, biong, giong, mulgarnoo, pajungu, payungu), gotovo izumrli jezik porodice pama-nyunga, kojim je 1981 (Wurm and Hattori) govorilo još svega šest osoba u državi Zapadna Australija.
Bayungu zajedno s jezikom burduna [bxn] čini jugozapadnu podskupinu kanyara.

## Vanjske poveznice
- Ethnologue (14th)
- Ethnologue (15th)